# Sybra basilana
Sybra basilana là một loài bọ cánh cứng trong họ Cerambycidae.